# Víctor Rodríguez Andrade
Víctor Pablo Rodríguez Andrade (ur. 2 maja 1927 w Montevideo, zm. 19 maja 1985 w Montevideo), urugwajski piłkarz, lewy obrońca. Mistrz świata z roku 1950.
Jego wujem był José Andrade, gwiazda Urugwaju z lat 20. W futbolowym światku był znany właśnie pod jego nazwiskiem. Grał w Central Español, w 1952 został piłkarzem CA Peñarol, gdzie grał do 1957. Dwukrotnie – w 1953 i 1954 – zostawał mistrzem Urugwaju.
W reprezentacji Urugwaju w latach 1947–1957 rozegrał 42 spotkania. Podczas MŚ 50 zagrał we wszystkich czterech meczach Urugwaju. Cztery lata później ponownie był podstawowym zawodnikiem zespołu. Brał udział w kilku turniejach Copa América, w 1956 znajdował się w drużynie mistrzów kontynentu.